# Groucho Marx
Julius Henry "Groucho" Marx (IPA: ˈgraʊtʃoʊ; New York City, 1890. október 2. – Los Angeles, 1977. augusztus 19.) Primetime Emmy-díjas amerikai humorista, színész és író. Sokan Amerika legjobb humoristái közé sorolják.
A Marx fivérekkel együtt 13 filmet készített. A televízióban és a rádióban is sikeres karriert futott be; ő volt a You Bet Your Life című vetélkedő műsorvezetője is.

## Élete
Julius Henry Marx néven született 1890. október 2-án. Elmondása szerint az East 78th Streeten született, egy hentesbolt felett. Családja zsidó származású volt. Anyja, Minnie Marx családja Dornumból, Németországból menekült. Apja, Sam Marx Franciaországból származott, ezért fiai "Frenchie" névvel illették.
Eleinte egyszerű irodai munkát végzett, majd a Gene Leroy Trio tagja lett. Első fellépése a trióval 1905. július 16-án volt a Grand Rapids-i Ramona Parkban. Elmondása szerint "rendkívül átlagos" volt, mint vaudeville-fellépő. 1909-re a fivérek Minnie Marx szervezésében énekegyüttessé váltak, eleinte The Three Nightingales, majd The Four Nightingales néven. Több helyen is felléptek Amerikában, kevés sikerrel.
Miután a texasi Nacogdoches-ben különösen kiábrándító előadást tartottak, Julius, Milton és Arthur elkezdtek egymásnak vicceket mesélni, saját szórakoztatásuk érdekében. Humoristaként nagyobb sikereket értek el, mint énekesként. Átírták a Gus Edwards nevű vaudeville-számot, és "Fun in Hi Skule" névre keresztelték át. Ezt a számot adták elő több variációban is a következő hét évig.
A Marx fivérek a Palace Theatre legnagyobb sztárjaivá váltak. Mire elkészült az első filmjük, már nagy sztárok voltak.

## Magánélete
Három felesége volt: első Ruth Johnson kórista lány volt, akivel 1920-tól 1942-ig volt házasságban. Két gyermekük született: Arthur és Miriam. Második felesége Kay Marvis volt. 1945-ben házasodtak össze, és 1951-ben váltak el. Kay Leo Gorcey korábbi felesége volt. Egy lányuk született, Melinda. Groucho harmadik felesége Eden Hartford színésznő volt, akivel 1954-től 1959-ig volt házas.
Elmondása szerint "a tökéletes nő az, aki úgy néz ki, mint Marilyn Monroe, és úgy beszél, mint George S. Kaufman".

## Halála
1977. június 22-én tüdőgyulladással kórházba került, két hónappal később pedig itt hunyt el, 86 éves korában.
Elhamvasztották, hamvait pedig az Eden Memorial Park Cemetery temetőben helyezték el. Sírkövén nem található sírfelirat, viszont volt egy javaslata: "Elnézést, de nem tudok felállni", ezt az utolsó interjúi egyikében mondta el.